# Edmund Boyle, 7. Earl of Cork
Edmund Boyle, 7. Earl of Cork (* 21. November 1742 in Marston House, Somerset; † 6. Oktober 1798 in Bath, Somerset) war ein britischer Peer und Politiker.

## Leben
Edmund Boyle entstammte einem anglo-irischen Adelsgeschlecht und war ein jüngerer Sohn des John Boyle, 5. Earl of Cork, aus dessen zweiter Ehe mit Margaret Hamilton. Er wurde wie sein älterer Halbbruder Hamilton Boyle, 6. Earl of Cork in der Westminster School erzogen und studierte dann, ebenfalls wie sein Halbbruder, am Christ Church College der Oxford University. Er war 1759 Page of Honour des Prince of Wales und von 1761 bis 1763 Gentleman Usher der Königin Charlotte. Als sein Halbbruder Hamilton am 17. Januar 1764 kinderlos starb, erbte er dessen irische und britische Adelstitel und die damit verbundenen Sitze im irischen und britischen House of Lords. Als Liberaler gehörte er zu der Partei der Whigs.

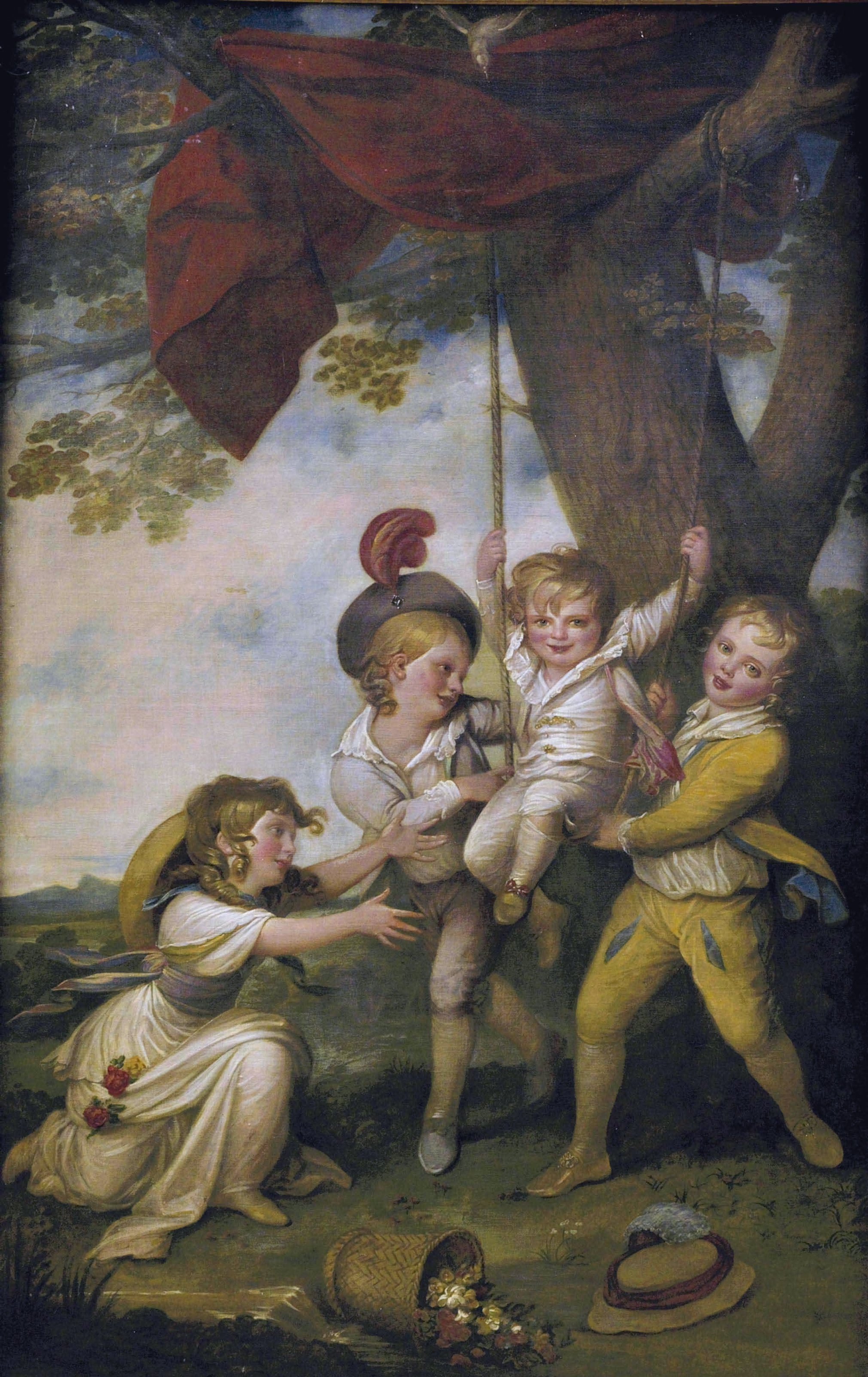
Richard Cosway: Die Kinder des Edmund Boyle, 7th Earl of Cork, ca. 1775

Seit dem 31. August 1764 war er mit Anne Courtenay verheiratet, von der er 1782 geschieden wurde. Mit ihr hatte er eine Tochter und drei Söhne:
- Lady Lucy Isabella Boyle († 1801), ⚭ Rev. Hon. George Bridgeman, Sohn des 1. Baron Bradford;
- John Richard Boyle, Viscount Dungarvan (1765–1768);
- Edmund Boyle, 8. Earl of Cork (1767–1856), General der British Army, ⚭ Isabella Poyntz;
- Hon. Sir Courtenay Boyle (1770–1844), Vice-Admiral der Royal Navy, ⚭ Carolina Poyntz.

Am 17. Juni 1786 heiratete er in zweiter Ehe Hon. Mary Monckton, Tochter des John Monckton, 1. Viscount Galway. Diese Ehe blieb kinderlos. Er starb am 6. Oktober 1798. Sein Sohn Edmund folgte ihm als 8. Earl of Cork.